# Саадат Али Хан II
Саадат Али-Хан II, при рождении — Ямин ад-Даула перс. سعادت علی خان‎, хинди सआदत अली ख़ान, урду سعادت علی خان‎‎ (ок. 1752 — 11 июля 1814) — 6-й наваб-вазир Ауда (21 января 1798 — 11 июля 1814) . Второй сын Шуджи ад-Даулы, 3-го наваба Ауда (1754—1775).

## Биография
Родился около 1752 года. Второй сын Шуджи ад-Даулы (1732—1775), 3-го наваба-вазира Ауда (1754—1775). Его матерью была Наваб Кхурд Махал Сахиба. Губернатор Рохилкханда 1774—1775 годах. После ссоры со своим старшим братом, Асафом ад-Даулой, навабом Ауда, Ямин ад-Даула поселился в Бенаресе под защитой британцев.
В сентябре 1797 года после смерти Асафа ад-Даулы, наваба Ауда в 1775—1797 годах, новым навабом при поддержки британцев был провозглашен его приёмный сын Вазир Али-хан (1797—1798), племянник Ямина ад-Даулы. В январе 1798 года британцы военным путем отстранили от власти наваба Ауда Вазира Али-хана под предлогом, что тот не был реальным сыном своего отца, и посадили на вакантный престол его дядю Ямина ад-Даулы, который принял тронное имя — Саадат Али-хан. 21 января 1798 года Саадат Али-хан II был коронован во дворце Бибияпур в Лакхнау генерал-губернатором Индии, сэром Джоном Шором.
Вскоре после своего вступления на престол наваб Ауда Саадат Али-хан вынужден был заключить неравноправный договор с Британской Ост-Индской компанией, уступив англичанам Аллахабад и Фатехгарх. В 1801 году наваб Ауда заключил второй договор с Ост-Индской компанией и передал британцам Рохилкханд, Фаррухабад, Майнпури, Этавах, Канпур, Фатехгарх, Аллахабад, Азамгарх, Басти и Горакхпур.
Большая часть зданий между Кайсар Багхом и Дилкушей была построена новым навабом Ауда. У него был дворец под названием Дилкуша Коти, спроектированный и построенный сэром Гором Оусли в 1805 году.

## Смерть
Наваб Ауда Саадат Али-хан скончался 11 июля 1814 года в Лакхнау и был похоронен вместе со своей женой Хуршидзади в Кайсар Багхе.

## Жены и дети
У Саадат Али-хана было семь жен, от которых у него было десять сыновей и пять дочерей:

### Жены
- Наваб Афзал ун-Ниса Бегум Сахиба (Махал-и-Хас) (? — 1826), дочь Вакила уль-Султаната, Мухтара уль-Мулька, Мадара уд-Даулы, Наваба Мир Мухаммада Юсуфа Али Хана Бахадура
- Наваб Хуршидзади Бегум Сахиба (? — до 1814), дочь Мира Мухаммада Насира
- Хазрат Бегум Сахиба, дочь Али Кули Хана Бахадура
- Наваб Тадж Махал Сахиба
- Санджин ханум, дочь Ашрафа Али Хана
- Руп Каур, дочь Бахадура Али
- Биби Джан, дочь Мира Кулло.

### Дети
- Рифат ад-Даула, Рафи уль-Мульк, Наваб Гази уд-Дин Хайдар Бахадур, Шахамат Джанг (ок. 1767 — 19 октября 1827), также известен Абул Музаффар Муиз уд-Дин Шах-и-Заман, Гази уд-Дин Хайдер Бахадур, 7-й наваб Ауда (1814—1818), 1-й король Ауда (1818—1827)
- Хаджм уль-Мульк, Шамс ад-Даула, Наваб Ахмад Али Хан Бахадур, Саулат Джанг (? — декабрь 1827)
- Насир ад-Даула, Наваб Мухаммад Али Хан Бахадур, также известен как Абул Фатх Муин уд-Дин Сулейман уз-Заман Науширван-и-Адил, Мухаммад Али Шах Бахадур (1777 — 7 мая 1842), 3-й король Ауда (1837—1842)
- Ямин уль-Мульк, Джалал ад-Даула, Наваб Калб Али Хан Бахадур
- Зия ад-Даула, Наваб Касим Али Хан Бахадур (ок. 1777—1828)
- Итимад ад-Даула, Наваб Хусейн Али Хан Бахадур
- Мирза Садик Али Хан Бахадур
- Джалал ад-Даула, Шуджа уль-Мульк, Наваб Махди Али Хан Бахадур, Шаат Джанг (ок. 1787—1849)
- Имам ад-Даула, Наваб Джафар Али Хан Бахадур (ок. 1788—1851)
- Рукн ад-Даула, Наваб Мухаммад Хасан Хан Бахадур (ок. 1805—1857)

- Сахибзади Хайр ун-Ниса Бегум (Муршидзади Бегум)
- Наваб Фатима Бегум Сахиба
- Сахибзади Фахр ун-Ниса Бегум
- Наваб Вилаяти Бегум Сахиба
- Наваб Наджафи Бегум Сахиба

## Галерея

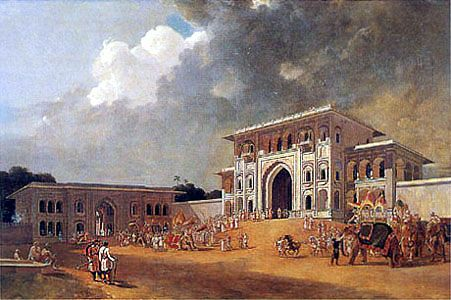
Ворота дворца в Лакхнау, художник - Уильям Дэниэлл, 1801 год
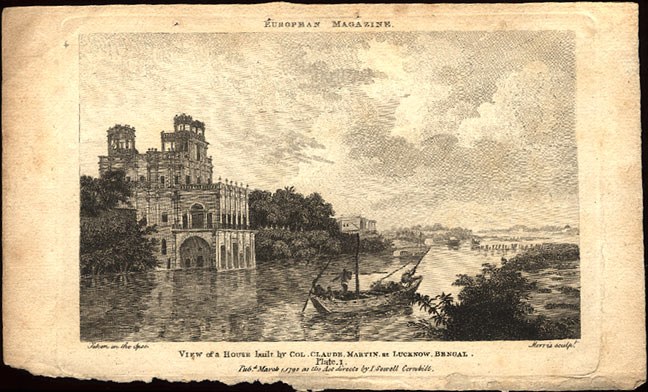
Дом Клода Мартина, купленный Саадатом Али-ханом за 50 тысяч рупий
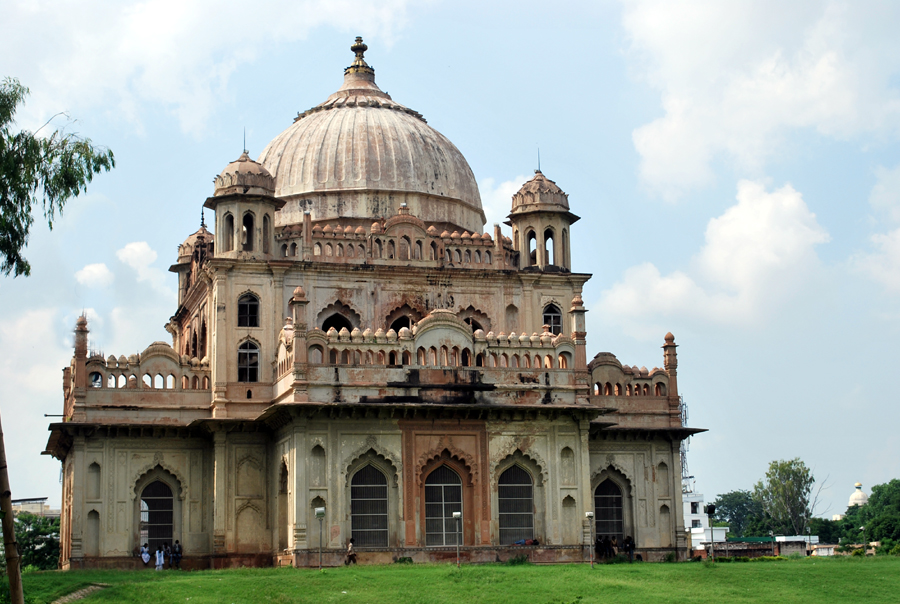
Могила наваба Ауда Саадат Али-хана II в Кайсар Багхе, Лакхнау